# Torn de nit
Torn de nit (títol original: Night Shift) és una pel·lícula estatunidenca dirigida per Ron Howard, estrenada l'any 1982. Ha estat doblada al català.

## Argument
Chuch Lumley (Henry Winkler) entra a treballar en el torn de nit d'un dipòsit de cadàvers de Nova York, pensant que almenys tindrà una mica de tranquil·litat, però no s'imagina el que li espera. El seu company Bill Blazejowski (Michael Keaton), un xarlatà amb una personalitat devastadora i una facilitat sorprenent per inventar mil maneres de fer-se ric, el convenç perquè converteixin el dipòsit en un improvisat bordell. Una prostituta anomenada Belinda Keaton (Shelley Long) serà peça fonamental del seu peculiar negoci.

## Repartiment
- Michael Keaton: Bill Blazejowski
- Henry Winkler: Chuck Lumley
- Shelley Long: Belinda Keaton
- Gina Hecht: Charlotte Koogle
- Richard Belzer: Pig
- Badja Djola: Cleon
- Pat Corley: Edward Koogle
- Becky Gonzales: Lupe
- Cheryl Carter: Tanya
- Floyd Levine Marcel Guido): Sal Carboni
- Bobby Di Cicco: Leonard Carboni
- Nita Talbot: Vivian
- Basil Hoffman: Mestre Drollhauser
- Tim Rossovich: Luke
- Joe Spinell: Manetti
- Red Cruickshanks: el sergent Averbach
- Clint Howard: Jefferey
- Tom Mahoney: el Jutge
- Robbin Young: Nancy
- Elizabeth Carder: Dolores
- Jim Staahl: Red
- Bonic Billingslea: Donny
- Charles Fleischer: Presoner
- Mimi Lieber: Linda
- Monique Gabrielle: Tessie
- Vincent Schiavelli: Carl
- Kevin Costner: un universitari
- Shannen Doherty: Bluebird

## Nominacions
1982: Globus d'Or al millor actor musical o còmic (Henry Winkler)